# Dreef (Haarlem)
De Dreef is een dreef en of laan die een historische verbinding in de Nederlandse stad Haarlem vormt. De Dreef loopt vanaf de Stadsbuitensingel, (Gasthuissingel en Raamsingel) naar de Fonteinlaan. Het Houtplein maakt deel uit van deze historische wandeldreef door de Haarlemmerhout, die ooit doorliep tot Villa Dreefzicht.

## Geschiedenis

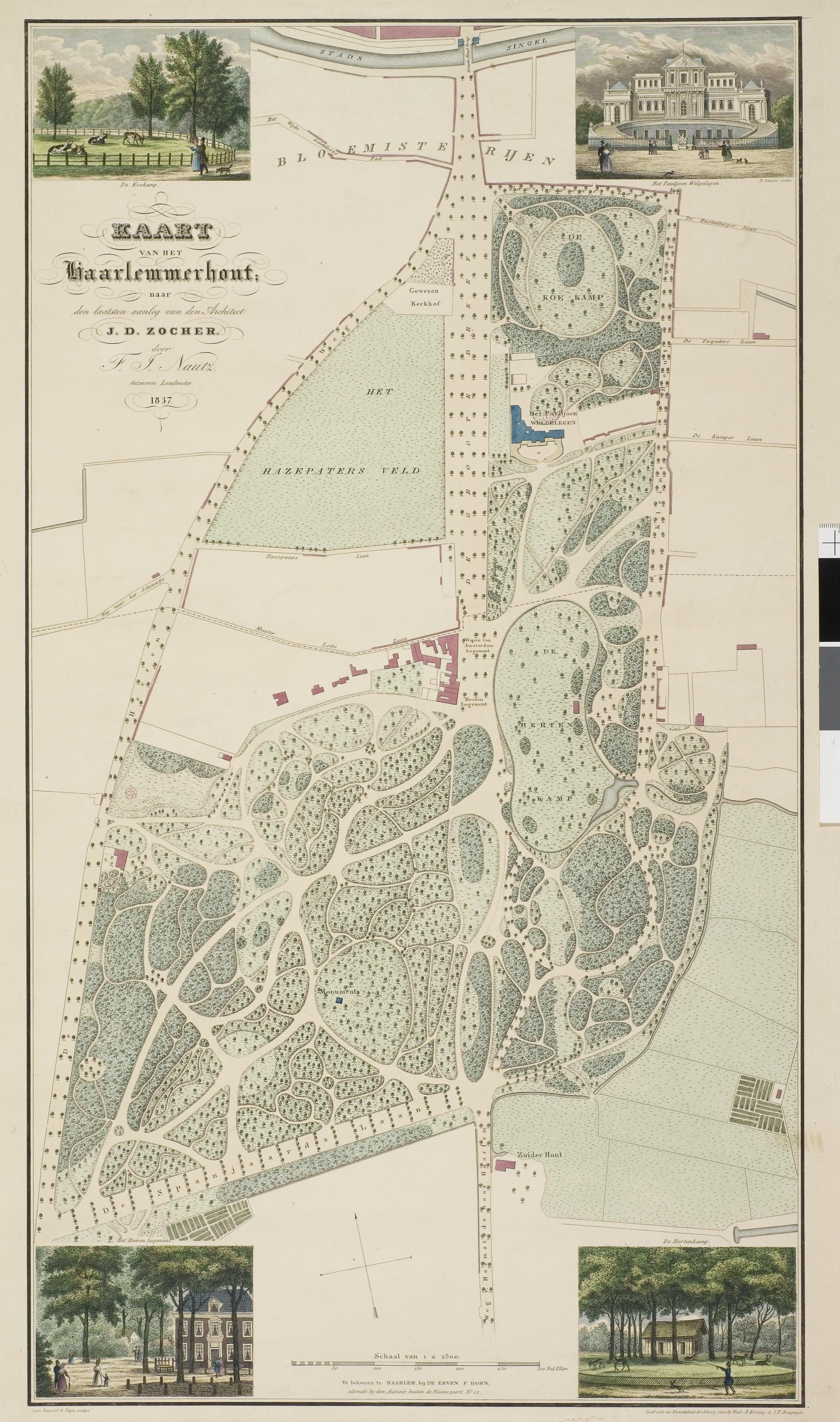
Dit is een gravure van F.J. Nautz uit
1837 van de Haarlemmerhout naar de laatste aanleg van de architect J.D. Zocher. De Dreef die hier ‘De Groote Dreef’ wordt genoemd eindigde bij de pas in 1840 gebouwde Villa Dreefzicht

### Gouden eeuw
In 1583 verkreeg de stad het stadsbos de Haarlemmerhout in erfpacht. Het bos was toen voornamelijk in gebruik ter productie van hout. Al gauw werden er tussen de velden van voornamelijk hakhoutbos rechtlijnige lanen aangelegd. De Dreef werd toen ook wel Gangpad door Den Hout genoemd en omstreeks 1646 heette de Dreef de Grote Houtweg, echter werd deze naam ook gebruikt voor de Wagenweg. De Haarlemmerhout werd steeds meer een wandelbos door de aanleg van de lanen. Omstreeks 1660 was het stuk tussen de Grote Houtpoort en het bos tot een door bomen omzoomde wandeldreef geworden.

### Negentiende eeuw
De Haarlemmerhout en de Dreef kregen in de achttiende en de negentiende eeuw steeds meer allure. Zo bouwde in 1785 de Engelse bankier Henry Hope aan de Dreef, aan de rand van de Haarlemmerhout, buitenplaats Welgelegen – het huidige provinciehuis van Noord-Holland.
in de negentiende eeuw bereikte de Haarlemmerhout zijn hoogtepunt als wandelbos, toen nam de stad weer aan inwonersaantallen toe. De Haarlemmerhout werd na 1830, naar ontwerp van Jan David Zocher heringericht in Engelse landschapsstijl. Zo kreeg de Hout een hertenkamp en werden het omliggende bos en de Dreef in deze stijl ingericht. Ook toen vormde de Dreef een statige verbinding tussen de stad en de logementen en uitspanningen in de Haarlemmerhout. Enkele jaren later liet een van de meest invloedrijke sociëteiten van de stad Trou moet Blijcken, een Buitensociëteit aan het einde van de Dreef bouwen. Dit is villa Dreefzicht, dat in 1922 van de hand werd gedaan door de sociëteit, en daarna in gebruik is geweest door Van der Valk en La Place. De ernaast gelegen herbergen waren Inmiddels deels hotels geworden.
Door de aanleg van een grindweg door de Hout in 1857, de huidige Fonteinlaan en Zuiderhoutlaan, ontstond er een snellere verbinding met Heemstede. In 1932 kwam de Heemsteedse Dreef gereed, die in een directere route vanaf de Haarlemmerhout door Heemstede voorziet.
In 1870 werd aan het einde van de Dreef bij Villa Dreefzicht en de hotels, een grote fontein aangelegd. Op zondagen gingen veel Haarlemmers er recreëren. Tevens kwamen er vele Amsterdammers recreëren, Amsterdam had toentertijd nog geen dergelijk stadsbos of -park van betekenis. Vanaf 1878 reed de eerste Haarlemse paardentram tussen Station Haarlem en de Haarlemmerhout.

### Twintigste eeuw

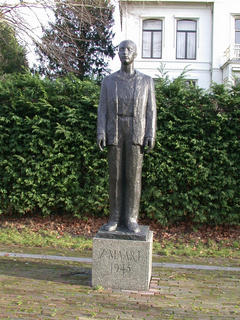
Man voor het vuurpeloton van Mari Andriessen op de Dreef.

De Haarlemmerhout, en daarmee de Dreef verloor zijn positie als belangrijke trekpleister met de aanleg van de trein en tram naar Zandvoort, en nog later met de komst van auto's en bussen. De hotels en uitspanningen die er waren gevestigd sloten in de loop van de twintigste eeuw. Hierdoor trok de Haarlemmerhout gaandeweg steeds minder bezoekers, alhoewel de Hout bij Haarlemmers geliefd bleef. Tot het midden van de twintigste eeuw bleef de statige wandeldreef met doorgaande rijen van laanbomen van de Dreef tussen singel en Dreefzicht intact. Na de oorlog brak ook in Haarlem de wederopbouw aan, en werd er gezocht naar manieren om de verkeersproblemen in de stad op te lossen. Zo werd het Houtplein – ooit een waar onderdeel van de Dreef - een asfaltvlakte zonder bomen. De Fonteinlaan werd dwars door de Haarlemmerhout heraangelegd als verbindingsweg voor gemotoriseerd verkeer met Heemstede en Zandvoort. Het noordelijke deel van de Dreef - tussen het Houtplein en de Fonteinlaan - werd gespaard. De Haarlemmerhout en het Frederikspark werden erkende rijksmonumenten. De Dreef ligt tevens binnen het Rijksbeschermd gezicht Haarlem, maar kreeg geen specifieke bescherming.
Op 3 september 1919 opende aan Dreef 20 de Dreefschool, een protestants-christelijke lagere school. Het schoolgebouw is een gemeentelijk monument. In 2019 vierde de school zijn 100-jarig bestaan.
Aan het noordelijke begin van de Dreef, grenzend aan het Frederikspark, staat sinds 1949 een oorlogsmonument ter herdenking van de Represaille de Dreef van 1945. Het bestaat uit een sculptuur van Mari Andriessen, getiteld Man voor het vuurpeloton, en op de grond een tien meter lange reeks stenen met de namen van de vijftien verzetsstrijders die op deze plek zijn omgekomen.

### 21ste eeuw
Ter hoogte van het Provinciehuis van Noord-Holland gevestigd in Paviljoen Welgelegen ligt de ondergrondse parkeergarage De Dreef. Het zuidelijk gedeelte vanaf de Paviljoenslaan tot aan de Fonteinlaan is onderdeel van de N205.

#### Herconstructie en Dreefdossier
In 2017 presenteerde de gemeente plannen voor de herconstructie van de Dreef in het gedeelte tussen het Houtplein en de Paviljoenslaan. Hier zou de klinkerbestrating worden vervangen door asfalt. Er bleek uit rapporten dat door onder andere het busverkeer dat hier reed trillingen ontstonden in de panden aan de Dreef, waarvan vele monumentaal zijn. De herinrichting was controversieel omdat hiermee de historische uitstraling van de Dreef teniet gedaan zou worden. Zo werd er een petitie opgezet tegen de asfaltering van de Dreef en werd er aangedrongen om de klinkerbestrating te behouden. Deze petitie werd uiteindelijk iets meer dan 2.000 keer ondertekend. Op 20 juli 2017 besloot de gemeenteraad met een krappe meerderheid tot asfaltering van de Dreef. De gemeente kwam nog met een voorstel om het asfalt te voorzien van een streetprint, waardoor het asfalt op klinkers zal lijken. Uiteindelijk is de Dreef in 2018 geasfalteerd met een streetprint, tevens werd de Dreef versmald en kwam er een gescheiden fietsstrook.

#### Beeldengalerij Haarlem
In mei 2019 werd langs de Dreef een beeldengalerij geopend. Deze galerij bestond uit kunstwerken en betrof een proef voor een jaar. In september 2020 werden aan de Beeldengalerij Haarlem twee beelden toegevoegd en lijkt het erop dat de proef succesvol is en dat de galerij zal blijven. De galerij kent een wisselende expositie, zo worden om de tijd nieuwe kunstwerken toegevoegd en ook weer weggehaald.